# Kondo Yusuke
Yusuke Kondo (sinh ngày 5 tháng 12 năm 1984) là một cầu thủ bóng đá người Nhật Bản.

## Sự nghiệp câu lạc bộ
Yusuke Kondo đã từng chơi cho FC Tokyo, Vissel Kobe, Consadole Sapporo, Tochigi SC, Giravanz Kitakyushu và AC Nagano Parceiro.